# QBZ-95

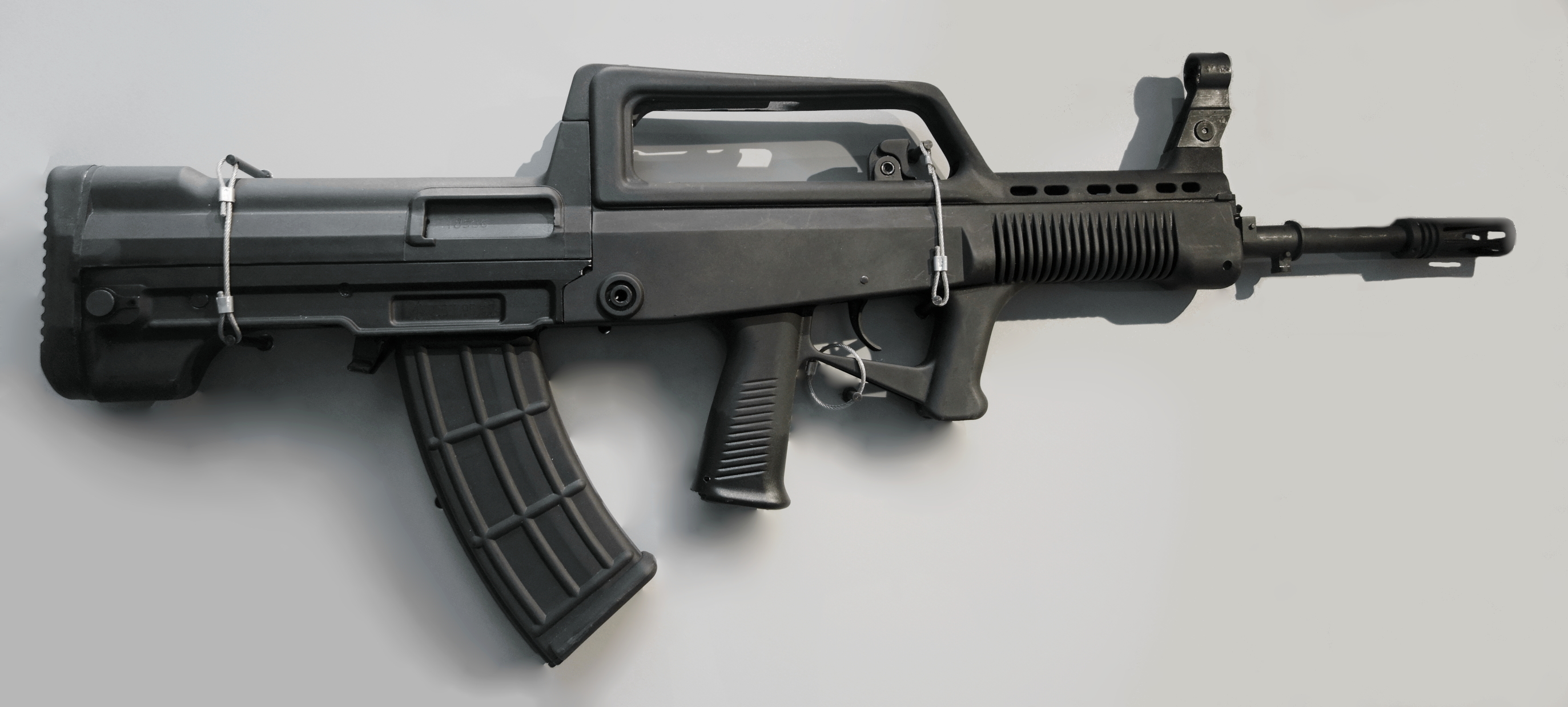
QBZ-95 útočná puška

QBZ-95 (čínsky v českém přepisu 95 Š' C'-tung Pu-čchiang, pichin-jinem 95 Shì Zìdòng Bùqiāng, znaky zjednodušené 95式自动步枪 ) známá také jako typ 95, je útočná puška navržená firmou Norinco pro Čínskou lidovou osvobozeneckou armádu a policejní orgány ČLR. Používá náboje ráže 5,8 × 42 mm. Je vyráběna ve třech variantách, přičemž všechny sdílí konstrukci typu „bullpup”: QBZ-95 útočná puška, QBB-95 lehká podpůrná zbraň a QBZ-95B karabina. Společně s odstřelovací puškou QBU-88 tvoří skupinu zbraní užívanou ČLOA s ráží 5,8 mm.

## Popis
Firma Norinco začala vyvíjet útočnou pušku nové generace ráže 5,8 mm koncem 80. let 20. století. Po neúspěšném prototypu útočné pušky QBZ-87 představila firma Norinco v roce 1995 design QBZ-95. V ČLOA začala být používána v roce 1997 s cílem nahradit útočnou pušku typ 81 a zastaralý typ 56.
Tělo pušky je vyrobeno z polymeru s integrální transportní rukojetí, kde se nachází mířidla nastavené od 100–500 m. Tato puška byla speciálně navržena pro palbu Čínou vyvíjených nábojů 5,8 x 42 mm známých také jako DBP87. Kapacita zásobníku je 30 nábojů pro standardní verzi QBZ-95. Puška má přepínač režimu střelby z poloautomatického na automatický, který slouží také jako pojistka. Typ 95 může být doplněn o optické mířidlo, mířidlo pro noční vidění, bajonet nebo granátomet.

## Varianty

### QBZ-95
Jedná se o standardní verzi s originálním designem. Váží 3,5 kg a délka pušky je 746 mm s maximálním efektivním dostřelem 400 m. ČLOA začala program na zdokonalení typu 95 s cílem zlepšit ovládání pušky, upravit pušku pro nový typ munice pro zdvojnásobení rozsahu a přidat rychlopalný granátomet. Z těchto vylepšení vzešla modifikovaná útočný puška QBZ-95-1.

### QBZ-95-1
Na rozdíl od standardní verze má upravenou polohu přepínače režimu střelby, který se původně nacházel příliš daleko od rukojeti. QBZ-95-1 má přepínač nově umístěn nad rukojetí pušky umožňující přeřadit režim použitím palce.
Typ 95-1 je upraven pro těžší náboj 5,8 x 42 mm DBP10. Má delší a těžší hlaveň a také má upravenou úsťovou brzdu. Tento typ váží 3,3 kg, dlouhý je 774 mm a má stejný efektivní dostřel jako QBZ-95.
Stejně jako u předchozího typu má QBZ-95-1 více variant zahrnující útočnou pušku, lehký kulomet a karabinu. 

### QBZ-95B karabina
Od standardní verze je menší a lehčí a také má snížený efektivní dostřel. Kvůli krátké hlavni na něj nelze připojit granátomet nebo bajonet. Design je podobný tomu, co má QBZ-95, ale místo předpažbí má přídavnou rukojeť. Tento typ používají speciální jednotky pro boj na krátkou vzdálenost. 

### QBB-95 lehká podpůrná zbraň
QBB-95 je také velice podobná QBZ-95, ale má delší a těžší hlaveň a je vybavena dvojnožkami. Zbraň je zásobena z bubnového zásobníku nábojů s kapacitou 75 nábojů, ale je i kompatibilní se schránkovým zásobníkem QBZ-95. Maximální efektivní dostřel je navýšen na 600 m. QBB-95 váží 3,95 kg a měří 840 mm.

### QBZ-97 útočná puška
Firma Norinco vyvinula tento model podle QBZ-95. Na rozdíl od QBZ-95 je však upravena pro náboje 5,56 x 45 mm NATO a je kompatibilní se zásobníkem typu STANAG. Puška je vyvinuta speciálně pro export. Tento typ má také více variant zahrnující QBZ-97 útočnou pušku, QBZ-97B karabinu a QBB-97 lehkou podpůrnou zbraň.
QBZ-97 má vylepšenou verzi QBZ-97A, ze které byly vyvinuty civilní varianta této zbraně – typ 97 puška. Z varianty QBZ-97B byla vyvinuta civilní varianta typ 97A karabina. Obě tyto civilní varianty jsou upravené pro náboje 5,56x45 mm a zásobník typu STANAG a jsou díky své pořizovací ceně velmi oblíbené v Kanadě.
QBZ-97A je také používána Myanmarskou armádou nebo v Kambodži speciálními jednotkami 911.